# Аламо (Веракрус)
Аламо (исп. Álamo) — город в Мексике, входит в штат Веракрус. Административный центр муниципалитета Аламо-Темапаче. Население — 35 678 человек.

## История
Местным центром считался Темапаче, населённый пункт с доколониальной историей. К началу XX века он пришёл в упадок и был сожжён во время Мексиканской революции. С 1927 года центром муниципалитета стал Аламо, в 1973 году он получил статус города.

## Население
Численность населения в 2010 году — 25 159.